# Веер (артиллерия)
Веер — взаимно согласованное направление стволов артиллерийского вооружения при ведении огня.
Веер считается одной из особенностей организации огневого воздействия несколькими огневыми средствами по сравнению со стрельбой из одного орудия. Веер артиллерийской батареи или огневого взвода может быть:
- параллельным — исходное положение, при котором орудийные стволы параллельны друг другу,
- сосредоточенным — положение для ведения огня по малоразмерным целям (менее 50 м), когда все орудийные стволы наведены в одну точку на дальности цели,
- построенным по ширине цели (в некоторых источниках носит название веера действительного поражения[5]) — когда орудийные стволы наведены вдоль всего фронта поражаемого объекта с равномерными интервалами; такой веер может быть как сходящимся, так и расходящимся[2].